# Твёрдое и мягкое G
В латинских орфографиях многих европейских языков буква g в разных контекстах обозначает две различные фонемы, которые в английском языке называются твёрдым и мягким g. Твёрдое g (которому обычно предшествуют гласные заднего ряда — а, о, u или согласные) обычно обозначает звонкий велярный взрывной согласный [ɡ] (как в английских словах gangrene и golf), а мягкое g (обычно перед e, i и y) может обозначать фрикатив или аффрикату в зависимости от языка. В английском языке мягкое g обозначает аффрикату [d͡ʒ], как в словах general, giant и gym. G в конце слова обычно является твёрдым (как в слове dog), в то время как мягкое g на конце слова помечается немым e (как в слове change).

## История
Это чередование появилось в результате исторической палатализации /ɡ/, которая произошла в поздней латыни и привела к изменению произношения звука [ɡ] перед гласными переднего ряда — [e] и [i]. Позже другие языки, не происходящие от латыни, такие как английский, переняли эту особенность как орфографическое соглашение. Однако скандинавские языки претерпели этот сдвиг независимо от других.

## Английский язык
В английской орфографии твёрдое g произносится как /ɡ/, а мягкое g — как /d͡ʒ/; французское мягкое g, /ʒ/, сохраняется в ряде французских заимствований (regime, genre); [ʒ] также иногда встречается в качестве аллофона [d͡ʒ] в некоторых вариантах произношения отдельных слов.
В словах греко-латинского происхождения мягкое g произносится перед e, i, y, а твёрдое g — во всех остальных случаях. В некоторых словах германского происхождения (get, give), заимствованиях из других языков (geisha, pierogi) и греко-латинских заимстваниях-исключениях (например, gynecology), твёрдое произношение также может присутствовать перед e, i, y. Орфография мягкого g довольно последовательна: мягкое g почти всегда произносится перед e, i, y. Заметными исключениями являются слова gaol (чаще пишется как jail) и margarine (французское заимствование, чьё первоначальное твёрдое g смягчилось по неизвестным причинам, хотя в имени Margaret произносится твёрдое g). Мягкое произношение в слове algae, единственное в Северной Америке, иногда указывается как исключение, но на самом деле оно соответствует правилу, так как ae является альтернативным вариантом написания гласного в семействе e, i, y. Хотя это произношение указывается первым в некоторых британских словарях, из-за неправильного толкования диграфа ae твёрдое произношение широко распространено в британском английском и указывается вторым или единственным в других британских словарях. В некоторых словах мягкое g потеряло следующее за ним e из-за добавления суффикса, но сочетание dg само по себе подразумевает мягкое произношение (fledgling, judgment, pledgor).
Диграфы и триграфы, такие как ng, gg и dge, имеют свои правила произношения.
В то время как c, которое также имеет твёрдый и мягкий вариант произношения, используется параллельно с k, всегда обозначающим твёрдое произношение, g не имеет аналогичных букв или буквосочетаний, которые бы последовательно обозначали твёрдое g, хотя для последовательного обозначения мягкого звука используется j (что обосновывает изменение правописания с gaol на jail). Это приводит к определённым проблемам, связанным с чёткостью орфографии, когда суффиксы добавляются к словам, оканчивающимся на твёрдое g. В результате этого появляется много слов, в которых ge, gi, gy произносится с твёрдым g, в том числе вероятно самое распространённое из таких слов get.

### Суффиксы
При добавлении суффиксов (-ed, -ing, -er, -est, -ism, -ist, -edness, -ish(ness), -ily, -iness, -ier, -iest, -ingly, -edly, -ishly) к словам, оканчивающимся на твёрдое или мягкое g, звук обычно сохраняется. Иногда обычные правила правописания изменяются так, что суффиксы могут помочь понять, твёрдый или мягкий звук подразумевается. Например, как случайный побочный результат правила, согласно которому согласные после кратких гласных удваиваются при добавлении суффиксов и окончаний, gg, как правило, указывает на твёрдое произношение (например, bagged произносится как /ˈbæɡd/, а не как /ˈbæd͡ʒd/).
Бывают редкие исключения, когда перед разными суффиксами происходит чередование твёрдого и мягкого звуков. Примерами являются analogous (твёрдый) и analogy (мягкий); аналогично, prodigal и prodigy. Это, как правило, случаи, когда слово было заимствовано из латыни целиком, вместе с суффиксом, и поэтому в нём сохраняется общее романское правило относительно мягкого g перед гласными переднего ряда и твёрдого g в остальных случаях.
Иногда для указания на правильное произношение добавляются немые буквы. Например, немое e обычно указывает на мягкое произношение, как в слове change; буква также может сохранятся перед суффиксом для пояснения произношения (как в слове changeable), несмотря на то, что согласно правилу она должна опускаться. Немое i также может указывать на мягкое произношение, особенно в суффиксах -gion и -gious (region, contagious). Немое u может указывать на твёрдое произношение в словах, заимствованных из французского языка (analogue, league, guide) или словах, на которые повлияли французские орфографические нормы (guess, guest); немое h служит аналогичной цели в словах итальянского происхождения (ghetto, spaghetti).
Немое e может возникать в конце слова или в конце корня сложного слова после g. В таких случаях e обычно используется, чтобы пометить, что g непосредственно перед ним является мягким (image, management, pigeon). Немое e также указывает на то, что гласный перед g — исторически долгий (rage, oblige, range). При добавлении одного из вышеуказанных суффиксов это немое e часто отбрасывается, при этом мягкое произношение сохраняется. В то время как dge обычно указывает на мягкое произношение, немое e может отбрасываться перед другими согласными, сохраняя мягкое произношение в ряде слов, таких как judgment и abridgment. Кроме того, слово veg, сокращённая форма от vegetate, сохраняет мягкое произношение, несмотря на то, что пишется без немого e (т. е. произносится так, как если бы оно записывалось как vedge). Мягкое g иногда заменяется на j в названиях коммерческих организаций, таких как «Enerjy Software» или «Majic 105.7» (в Кливленде), а некоторые имена, которые обычно пишется с j могут приобретать нестандартные написания с мягким g, такие как Genna и Gennifer.

### Сочетания букв
Ряд сочетаний букв следуют своим собственным нормам произношения, поэтому к ним неприменимо деление g на твёрдое и мягкое. Например, ng обычно обозначает /ŋ/ (как в слове ring) или /ŋɡ/ (как в слове finger). Сочетание nge на конце слова обозначает /nd͡ʒ/, как в слове orange; в остальных случаях его произношение зависит от этимологии слова (/nd͡ʒ/ в слове danger, /ŋɡ/ в anger, /ŋ/ в banger). В большинстве случаев gg обозначает /ɡ/, как в слове dagger, но он также может обозначать /d͡ʒ/, как в словах suggest и exaggerate. К другим сочетаниям, которые не подчиняются общим правилам, относятся gh, gn и gm.
Диграф gu иногда используется для обозначения произношения твёрдого g перед e, i, y (guess, guitar, Guinness), включая случаи, когда e — немое (rogue, intrigue, в правописании Содружества также catalogue, analogue). В некоторых случаях промежуточное u произносится как /w/ (distinguish, unguent).

## Другие языки

### С письменностью на основе латиницы
Во всех современных романских языках есть твёрдое и мягкое g, за исключением тех, которые подверглись орфографическим реформам, таких как сефардский и гаитянский креольский, и архаичных вариантов, таких как сардинский. Твёрдое g обозначает [ɡ] почти во всех из них (за исключением галисийского, где оно может обозначать [ħ]), хотя произношение мягкого g, возникающего перед e, i, y, в них сильно отличается:
- [d͡ʒ] в итальянском[3] и румынском[4][5];
- [ʒ] в французском и португальском[6];
- [d͡ʒ] или [ʒ] в каталанском[7];
- [x] в европейском испанском[8];
- [h] в латиноамериканском испанском.

Также в разных языках отличаются способы обозначения твёрдого g перед гласными переднего ряда:
- В итальянском[3] и румынском[9] для этого используется диграф gh (итал. laghi, рум. ghid);
- Во французском, каталанском[10], испанском[1] и португальском[6] используется немое u (фр. guerre, кат. guerra, исп. guitarra, порт. guitarra). За исключением португальского, в этих языках произносимое u после g помечается диерезисом;
  - В португальском (особенно бразильском) такая практика также использовалась до реформы орфографии 1990 года (Бразилия осуществила переход на новую орфографию в 2009—2016 годах)[11].

Мягкое произношение не перед гласными переднего ряда, как правило, помечаются немыми e и i (итал. giorno, фр. mangeons), хотя в испанском, португальском и каталанском в таких случаях используется просто j, как в jueves.
В некоторых скандинавских языках также присутствуют твёрдое и мягкое g. Твёрдое g также обозначает [ɡ] в большинстве из них, а произношение мягкого g различается следующим образом:
- [j] в шведском перед e, i, y, ä, ö[12];
- [j] в норвежском перед i, y;
- [t͡ʃ] в фарерском перед e, i, y, ey, но не перед ei[13];

Исландская орфография немного сложнее, так как в ней встречается лениция g.
В немецком языке g в основном твёрдое, в том числе перед e и i: geben, Geld, Gier, Gift. Мягкое g встречается в заимствованных словах и, как правило, сохраняет оригинальное произношение. Так, в словах французского происхождения, таких как Orange, logieren или Etage, g произносится как [ʒ]; в словах, заимствованных из английского языка, таких как Gin или Gender, произносится /d͡ʒ/. Однако некоторые другие заимствования, такие как agieren, Generation или Gymnasium, произносятся с твёрдым g. Произношение некоторых слов различается в регионах: слово Giraffe произносится с мягким g в Австрии, но с твёрдым g в Германии. G в слове Magnet произносится как твердое g, но gn в слове Champagner произносится как французское gn в слове champagne. Диграф ng обычно произносится как велярный носовой согласный, и буква g в нём не произносится сама по себе; например, в немецком слове Finger она не слышится, в отличие от английского слова finger. Однако, когда эти буквы произносятся раздельно, например в сложных словах, таких как Eingabe или в глаголах, таких как fingieren, и n, и твёрдое g отчетливо произносятся. Бывают исключения среди заимствованных слов, такие как слово rangieren, произносимое с велярным носовым согласным и мягким g ([ʒ]).
В остальных языках g обычно имеет твёрдое произношение, за исключением, в некоторых случаях, заимствованных слов, где оно может обозначать [ʒ] или [d͡ʒ].
Орфография языка луганда в данном аспекте схожа с итальянской, мягкое g произносится перед передними гласными (i, y); gy также указывает на мягкое произношение.
Так как орфография языка эсперанто является фонематической, g всегда обозначает твёрдое g; мягкое g обозначается отдельной буквой ĝ.
Во вьетнамской орфографии нет твёрдого или мягкого g как такового. Однако, поскольку она была отчасти унаследована от романских языков (португальского и итальянского), за исключением диакритических знаков, заимствованных из греческого, буква g никогда не встречается в мягких позициях, т. е. перед e, ê и i: в этих позициях употребляется диграф gh (gờ ghép, «сложное g»). Кроме того, триграф ngh (ngờ ghép «сложное ng») заменяет диграф ng в тех же позициях. Использование gh можно объяснить следованием соглашению итальянской орфографии, а ngh — аналогией. Однако во вьетнамском также используется gi, считающийся самостоятельным диграфом, даже в слове gì.

### Другие системы письма
В современном греческом (новогреческом) языке, использующем греческий алфавит, буква гамма (Γ γ), являющаяся предком латинских букв g и c – имеет мягкий и твёрдый варианты произношения, хотя носители греческого языка не используют такую терминологию. Мягкое произношение (звонкий палатальный фрикатив, [ʝ]) возникает перед αι и ε (обозначают звук [e]) и перед ει, η, ι, οι и υι (обозначают звук [i]). Во всех остальных случаях произношение твёрдое (звонкий велярный фрикатив, [ɣ]).
В русской орфографии г используется для обозначения как твёрдого, так и мягкого вариантов произношения, [ɡ] и [ɡʲ] соответственно. Мягкое произношение г возникает перед смягчающими гласными (е, ё, и, ю, я) и мягким знаком (ь), а твёрдое — во всех остальных случаях. Кроме того, ж иногда используется аналогично мягкому g в романских языках, при этом чередование г и ж довольно распространено (ложиться — лёг; подруга — подружка). В других славянских языках есть подобные явления, связанные с g (h) и ž (ż).
В современном иврите, который использует еврейский алфавит, буква гимель (ג), как правило, обозначает звук [ɡ], хотя в некоторых сефардских диалектах она может обозначать звуки [ɡ] и [d͡ʒ] с дагешем (גּ) и [ɣ] без дагеша. Знак, называемый герешем, может добавляться после гимеля (ג׳) для указания, что он в данном случае обозначает звук /d͡ʒ/.